# Sten Ekelund
Sten Magnus Robert Ekelund, född 6 december 1908 i Malmö, död 6 april 1988, var en svensk konstnär.
Han var son till köpmannen John Gottfrid Ekelund och Annie Jönsson samt gift 1940–1945 med Greta Frølich.
Ekelund studerade vid Skånska målarskolan i Malmö och som privatelev till Jonas Åkesson vid den danska konstakademien i Köpenhamn 1930–1933 och vid Edward Berggrens målarskola i Stockholm 1938. Ekelund var huvudsakligen verksam som porträttmålare och har utfört ett stort antal porträtt på sina konstnärskamrater. 
Ekelund är representerad med porträtt vid Malmö museum, Malmö handelsgymnasium och Marinförvaltningen i Stockholm. Han är begravd på Skogskyrkogården i Stockholm.